# Šakali
Šakali su bili srpska paravojna postrojba koja je djelovala tijekom Rata na Kosovu 1999. godine, najpoznatija po tome što su njeni pripadnici sudjelovali u masakru nad albanskim žiteljima sela Ćuška.

## Masakr u Ćuškoj
Masakr u Ćuškoj (alb. Masakra e Qyshkut) je jedan u nizu pokolja počinjenih nad kosovskim Albancima u Ratu na Kosovu a zbio se u selu Ćuška nedaleko Peći na Kosovu, 14. svibnja 1999. godine.
Prema izvještajima, srpska policija i paravojna postrojba Šakali su okupili mještane u tri seoske kuće, poubijali ih automatskim oružjem i zapalili. Prema optužnici, u ovom je oružanom napadu na civilno stanovništvo sela Ćuška lišeno života 44 civila, dok je iz sela protjerano više od 400 civila. Među ubijenima su bili i Hasan Çeku, otac tadašnjeg ratnog zapovjednika OVK, Agima Çekua, s još nekoliko članova njegove obitelji.
Devet osoba pripadnika paravojne postrojbe uhićeno je 13. ožujka 2010. osumnjičenih da su počinili zločine. Suđenje je počelo u Beogradu 20. prosinca 2010. godine, a optuženi su bili:
- Srećko Popović[11][12][13]
- Slaviša Kastratović
- Boban Bogićević
- Radoslav Brnović
- Vidoje Korićanin
- Veljko Korićanin
- Abdulah Sokić

Optuženi su da su počinili ubojstva, silovanja i pljačke na jedan "vrlo brutalan" način, s "glavnim ciljem da posiju strah među albanskim stanovništvom da napuste svoje domove i pobjegnu u Albaniju." 
Vođa postrojbe Nebojša Minić uhićen je u Argentini 2005., prema tjeralici Suda u Haagu, ali umire od SIDE, ubrzo poslije uhićenja.
Zoran Obradović je uhićen u Njemačkoj 25. prosinca 2010.
Milojko Nikolić, zvani Šumadija, uhićen je 28. prosinca 2010. u Crnoj Gori.